# Banánhéjkeringő
A Banánhéjkeringő Bacsó Péter 1986-ban készült, majd 1987 elején bemutatott filmvígjátéka, szatírája. Megjelent DVD-n is a Magyar Filmek Gyűjteménye 7. kiadványaként 2006-ban.
Bacsó filmszatírája érdekes szögből mutatja be az éppen a rendszerváltáshoz közeledő, készülődő értelmiséget, sőt Magyarországot egy sikeres orvos életének megdöbbentően gyors lefolyású, ám ijesztően hiteles és életszerűen bemutatott összeomlásán keresztül.
A történet már csak azért sem igazán vígjáték, mert az események teljességgel logikusan következnek egymásból, és a karikatúraszerűen megrajzolt figurák szövege is teljesen megszokott, jólismert fordulatokkal fűszerezett, hiteles szövegek.
Kondacs doktornak ugyan igencsak érdekes a személyisége. Egyszerre meghunyászkodó és lázadó, hirtelen haragú és bárány szelídségű, tehetséges és tutyi-mutyi. Bár nehéz eldönteni, hogy eme tulajdonságok egy része nem valamiféle különös restség következményei-e. Különös, mert a doktor egyébként szorgalmas, igyekvő ember. Mintha alkotója, Bacsó szándéka szerint a magyar nép őstípusa akarna lenni. Vagy legalábbis a többségé.
És Kondacs mintha belecsöppent volna a többi, Bacsó válogatta nagy magyar őstípus közé. Megszokta volna őket, és csak néha-néha csodálkozik rájuk.
A legmulatságosabb talán valóban az, hogy a börleszkszerű helyzetek ellenére a párbeszédek, gesztusok nemcsak kínosan hitelesek, de már-már közhelyszerűen jólismertek is. Éppen csak annyiban nem, amennyire logikusan és életszerűen idomulnak az abnormális, illogikus helyzetekhez.

## Szereplők
- Dr. Kondacs Ágoston – Dés Mihály
- Jutka nővér – Udvaros Dorottya
- Wilhelm Klára – Básti Juli
- Piroska, Bartusekné – Tordai Teri
- Bartusek Zoltán – Melis György
- Rexa Lajos – Garas Dezső
- Tótisz Edvin professzor – Benkő Gyula
- Bregyán alezredes – Bitskey Tibor
- Nyomozó – Bezerédi Zoltán
- Nyomozó – Kovács Lajos
- Klára apja – Csurka László
- Klára anyja – Zolnay Zsuzsa
- Schulek Ilona – Kari Györgyi
- Rendőr – Eperjes Károly
- Sabján Kis Aladár, tsz-elnök – Szatmári István
- Pszichiáter – Vajda László
- Bohák elvtárs – Szacsvay László
- Anyakönyvvezető – Halász László
- Énekesnő – Cserháti Zsuzsa
- Makucs néni – Földessy Margit
- Huber Etus – Nehrebeczky Lujza
- Huber Attila – Balogh Tamás
- Iskolaigazgató – Végvári Tamás
- Kémiatanár – Némethy Ferenc
- TV riporter – Moldoványi Ákos

## A történet
Valaki elátkozhatta Kondacs doktort, a jó képességű, elismert orvost, sikeres embert, egykori olimpikont.
Éppen esküvőjére sietne, mikor egy idegösszeroppanásos, meztelen nő bukkan fel a Batthyány-örökmécsesnél a március 15-i ünnepség közelében. Kondacs ráteríti az esőkabátját, de bár ne tette volna! Kellemetlen események sorozatát indítja el ezzel az apró, emberi gesztussal. Így ez lett életében az a bizonyos címadó banánhéj.
Mivel személyi igazolványa a kabátban maradt, az összegyűlt násznép bosszúságára el kell halasztani az esküvőt.

Rexa és Kondacs a fogdában (Garas Dezső és Dés Mihály)

 Menyasszonya pedig este, az esküvő nélküli lakodalom végeztével egyszerűen kidobja. Éjjel a rendőrségen keveredik konfliktusba, az állambiztonság pedig rászáll abban a hiszemben, hogy a pucér nő felbukkanása a Nyugat provokációja volt, és Kondacs valamilyen szerepet játszott ebben.
Kondacs, aki úgy tűnik, mindeddig igyekezett magát távol tartani és kívülállóként, előkelő idegenként nem szembesülni a világ abszurditásaival, most rákényszerül, hogy sorra szembenézzen velük. És ez számára szokatlan érzést, ingerültséget vált ki belőle. Kezdve már az anyakönyvvezetővel. Folytatódva főnöke, Tótisz professzor veleszületett vagy szenilitás okozta ravaszdi ostobaságával, az ügyeletes rendőrtiszt kreténségével, a III/III-as nyomozó nyomasztóan nagyívű, irodalmi ihletésűnek szánt hasonlataival („A élet olyan, mint egy nagy, nyugodt tiszta tó.”, ...).
Miután állásából is elbocsátják, édesanyja sírjához bujdokolna a temetőbe, de onnan is kispricceli a figyelmetlen kertész.

Jutka nővér és Kondacs a parkban (Udvaros Dorottya és Dés Mihály)

 Csak Jutka nővér áll mellette végig rendületlenül. Tőle kapja a remek ötletet: kérdezzék ki az idegösszeroppanásos nőt, hátha eme vonalon, a kiindulóponttól vissza lehet gombolyítani a félresiklott eseményeket.
Kondacs beszél is vele, de a bajok mégsem ezen az úton látszanak rendeződni. Hanem úgy tűnik, magas pártfogóinak, Bartusek elvtársnak, Bregyán alezredes elvtársnak a közbenjárása érett be minden vonalon szinte percre pontosan. A Lipótmező kertjében érik utol csaknem egyszerre, és járulnak elé bocsánatkérésre a titkosrendőrök, a tsz-elnök, Rexa és a többiek.
Kondacs így egyszerre, együtt látva őket döbben rá, hogy a hülyék tulajdonképpen egész jól elvannak egymás között, és rá se lennének ennyire veszélyesek, ha nem lógna ki ennyire közülük. Tekintetét követve Jutka nővérben szavak nélkül is tudatosul ugyanez, és egy jelentőségteljes összenézést követően ruháikat szerteszórva, kéz a kézben, pucéran sétálnak be az elmegyógyintézet épületébe az időközben a társaságuk köré gyűlt álmélkodó ápoltak gyűrűjében.

## A forgatási helyszínek
- A Batthyány-örökmécses a Báthory utca és a Hold utca kereszteződésénél, Budapest, V. kerület.
- A házasságkötőterem a Kossuth Lajos tér 9. alatti Budapest II. számú Központi Házasságkötő-terem volt.
- A Császárkert Étterem bárja (Gödöllő, Ady Endre sétány 1.)
- Kondacs doktor kórháza a Mexikói út 60-ban található Mozgásjavító Általános Iskola volt (akkoriban is). A belső kórházi felvételek az Uzsoki utcai, akkoriban Weil Emil nevét viselő kórházban készültek.
- A focipálya a IKV (Ingatlankezelő Vállalat) pályája a Lumumba (maː Róna) utcában volt, körülbelül az Uzsoki kórház új épületei illetve mellette elterülő parkolója helyén. (Ez a forgatási helyszín is közel esik a filmgyár Róna utcai telepéhez.)
- A Csilla Espresso (Kolosy tér 1/A, maː optikai szaküzlet).
- Erzsébet híd
- Schulek Ilonáék lakása a film szerint a Hungária körút 53-as számú házban volt.
- A Farkasréti temető (Hóvirág utca felőli része)
- Általános iskola a Füredi utcai lakótelepen (Álmos vezér tér)[1]
- A Déli pályaudvar váróterme
- Agro Hotel, XII. Normafa út 50. (ma: Normafa Idősek Otthona)
- A „Lipótmező”, az egykori Országos Pszichiátriai és Neurológiai Intézet (OPNI) épülete és kertje (II. kerület, Hűvösvölgyi út 116.).

## Érdekességek
- A fellobogózott téren várakozó fotósok között Antall Péter, Antall József későbbi miniszterelnök fia is felismerhető.
- A Kondacs doktort alakító alkalmi színész, Dés Mihály író még a forgatás évében, 1986-ban Spanyolországban telepedett le, és csak 2009-ben költözött vissza Budapestre.